# Галицкое наместничество (Львов)
Зда́ние Га́лицкого наме́стничества (ныне — здание Львовского областного совета и Львовской областной государственной администрации) — памятник архитектуры общенационального значения во Львове (Украина). Образец крупного административного сооружения Австро-Венгерской империи второй половины XIX века; выполнено в историческом стиле неоренессанс.

## Местоположение
Сооружение размещено за восточной границей средневекового города и занимает угловой участок, западным фасадом выходя на улицу Винниченко, а северным — на улицу Просвиты. С южной стороны к зданию примыкает дворец губернаторов. С северной стороны, за улицей Просвиты, находится участок, занимаемый костёлом кармелитов босых. Перед зданием разбит сквер, в котором установлен памятник Вячеславу Чорновилу (председателю Львовского областного совета в начале 1990-х). Адрес: улица Винниченко, 18 (бывшая Радянская, в период нацистской оккупации — Дистриктштрассе, в междувоенный период — улица Чарнецкого, в австро-венгерский период — улица Губернаторские Валы).

## История
Это монументальное здание было построено в 1870—1878 годах архитекторами Ф. Ксенжарским и С. Гавришкевичем. До 1918 года в здании размещалось Галицкое наместничество, высший орган исполнительной власти в Королевстве Галиции и Лодомерии. Во время Первой мировой войны здесь находился штаб 8-й русской армии. В междувоенный период здесь размещалось польское воеводское управление, в период нацистской оккупации — администрация губернатора Дистрикта Галиция. 28 апреля 1943 здесь состоялась торжественная церемония по случаю организации дивизии СС «Галичина», в которой приняли участие представители власти, национал-социалистической партии, германской армии, бывшие воины Украинской Галицкой армии, представители печати; присутствовали известные коллаборационисты Виктор Курманович, Владимир Кубийович.
В советский период здесь находился областной комитет Коммунистической партии Украины.

## Архитектура
Здание прямоугольное в плане, с закрытым внутренним двором, четырёхэтажное, кирпичное, оштукатуренное, завершается мансардной крышей. Фасады рустованные и симметричные, расчленены по вертикали креповками, по горизонтали — полосами карнизов. На главном фасаде центральная ось акцентирована балконом второго этажа, установленным на четырех колоннах, которые фланкируют парадный вход. Окна прямоугольной формы, в обрамлениях. Лепные украшения выполнены скульптором Леонардом Маркони.
Здание имеет кабинетно-коридорную систему планировки. В комплексе интерьеров доминирует парадная лестница (архитектор С. Гавришкевич, скульптор Л. Маркони).
|                                                   |  |              |  |                 |
| Вид на галицкое наместничество с городской ратуши |  | Фасад здания |  | Внутренний двор |